# Jiangkou, Hanjiang
Jiangkou (kinesiska: 江口) är en köping i sydöstra Kina. Den ligger i stadsdistriktet Hanjiang i staden Putian i provinsen Fujian, omkring 66 kilometer söder om provinshuvudstaden Fuzhou. Antalet invånare är 96 895. Befolkningen består av 49 016 kvinnor och 47 879 män. Barn under 15 år utgör 12,0 %, vuxna 15-64 år 79 %, och äldre över 65 år 7,0 %.